# Occidentalismo (politica)

La corona di alloro dorata, utilizzata come simbolo politico dell'occidentalismo.

L'occidentalismo (in lingua inglese: Western chauvinism, sciovinismo occidentale) è una forma di sciovinismo che esprime un atteggiamento etnocentrista di ammirazione per la pretesa superiorità dell'Occidente, come luogo geografico che ospita culture eurocentriche o identitarie: esso sorge in opposizione sia al cosmopolitismo, sia alle culture espresse in altri ambiti geografici.

## Storia
A partire dal XIX secolo comincia ad emergere una spiegazione del successo della civiltà occidentale, che punta sulla condizione dell'irregolarità storica che produceva i divari nello sviluppo, a seguito della prima rivoluzione industriale. Questi differenziali di crescita sono stati motivo per un discorso di modernizzazione pro-occidentalizzazione, che rifletteva il desiderio delle società in via di sviluppo tardivo di superare i problemi dell'arretratezza. 
Nell'Asia del diciannovesimo secolo, ad esempio, l'immagine della civiltà occidentale è stata una parte centrale degli sforzi per affrontare la sfida della modernità globale. 
Questo guardare globalmente alla riuscita del modo di produzione capitalistico, già affermatosi in Occidente con la rivoluzione industriale, spiegherebbe perché è stato solo a cavallo tra il XIX e il XX secolo - in risposta agli apparenti pericoli dell'autorafforzamento "orientale" - che si sia affermato, in alcune fasce della intellettualità europea occidentale e nordamericana, un discorso pervasivo di identificazione collettiva.
Negli scritti di W. G. Sebald come ad esempio Gli anelli di Saturno è presente una descrizione dettagliata della ribellione dei Taiping, degli atti raccapriccianti degli inglesi in Cina e le ugualmente raccapriccianti misure dei cinesi contro i Taiping. Sebald racconta della distruzione dello Yuan Ming Yuan e spiega che il motivo addotto per questa irragionevole esplosione di violenza, contro un bellissimo giardino, è l'incapacità degli inglesi di capire come possa esistere un luogo così arcadico in una cultura inferiore.
In questa descrizione Sebald si confronta con l'occidentalismo con l'improvvisa consapevolezza che una cultura considerata inferiore alla cultura occidentale è in grado di produrre un luogo di bellezza sconosciuto agli occhi occidentali. La frustrazione derivante da questa sfida alla loro precedente visione della cultura cinese porta a una reazione estrema degli inglesi. Sebbene Sebald presenti i colonizzatori britannici in una luce negativa, non è sua intenzione evocare l'immagine di una Cina arcadica sottomessa dagli occidentalisti. In effetti, Sebald chiarisce che non è la violenza occidentale il grande male, ma la natura umana, che fa della storia una lotta costante per il dominio.

## Negazione del multiculturalismo
L'occidentalismo è stato definito dal giornalista e storico James Stout come una vaga ideologia politica che combina il mito della Golden Era, che si avvicina a una prospettiva coloniale che ha preceduto il fascismo, in quanto si basava su ciò che l'accademico, attivista politico e critico letterario Edward W. Said chiamava una costruzione "orientalista" delle culture non occidentali come l'opposto del razionalismo, della scienza e del progresso occidentali. L'"orientalismo" di Said sosteneva essenzialmente che il colonialismo costruiva "l'Oriente", quindi usava questa costruzione retorica come prova dell'inferiorità dell'"Oriente". Quindi usa quel falso costrutto per costruire la supremazia dell'"Occidente" come culturale piuttosto che razziale: dichiara di "accettare" membri non bianchi, purché essi accettino valori occidentali "tradizionali".
Il discorso metodologico celerebbe quindi una sottesa prevalenza identitaria: è quanto denunciano le elites del Sud del mondo quando vedono proporre soluzioni, per il problema dello sviluppo economico, tutte conformi agli interessi, alle culture ed alle visioni del mondo dell'Occidente. In tal senso il termine sciovinismo occidentale:
- è stato utilizzato con connotazione negativa, nel mondo arabo, da chi lo utilizza (in lingua araba:  الشوفينية الغربية, ālšwfynyة ālġrbyة) per stigmatizzare le tesi che considerano la cultura occidentale l'unica via per la modernizzazione[9][10];
- è stato usato dal giurista Akalemwa Ngenda per indicare, in senso dispregiativo, le norme internazionali concernenti la proprietà intellettuale[11] prodotte soprattutto a tutela degli interessi economici del Primo mondo.

## Politica
Negli Stati Uniti l'occidentalismo è promosso esplicitamente dall'alt-lite ed è associato principalmente con il gruppo Proud Boys, ma anche da alcune fazioni del mondo conservatore statunitense, come il neoconservatorismo.